# Limnichthys orientalis
Limnichthys orientalis is een straalvinnige vissensoort uit de familie van zandduikers (Creediidae). De wetenschappelijke naam van de soort werd voor het eerst geldig gepubliceerd in 1999 door Yoshino, Kon & Okabe.